# Comuna Boloziv, Starîi Sambir
Boloziv (în ucraineană Болозів) este o comună în raionul Starîi Sambir, regiunea Liov, Ucraina, formată din satele Boloziv (reședința) și Nîjnea Vovcea.

## Demografie
Componența lingvistică a comunei Boloziv
     Ucraineană (99,75%)
     Alte limbi (0,08%)
Conform recensământului din 2001, majoritatea populației comunei Boloziv era vorbitoare de ucraineană (99,75%), existând în minoritate și vorbitori de alte limbi.